# Peaceville
Peaceville é uma gravadora da Inglaterra dedicada a artistas de Heavy Metal. Foi fundada por Paul Halmshaw em 1987.

## Bandas distribuídas
| - Abscess - Akercocke - At The Gates - Autopsy - Darkthrone - Mortem (NOR) - Katatonia - My Dying Bride - Novembre - Axegrinder - Paradise Lost - The Blood Divine - Madder Mortem - The Provenance - Gallhammer - Deviated Instinct - Pentagram | - Anathema - Doom - Pitchshifter - Opeth - G.G.F.H. - Kong - Sonic Violence - Electro Hippies - Vital Remains - Thine |

## Referência
- Site oficial